# Marcos Siqueira
Marcos Wesley De Brito Siqueira (ur. 24 listopada 1996) – brazylijski zapaśnik walczący w stylu wolnym. Zajął osiemnaste miejsce na mistrzostwach świata w 2021. Srebrny medalista mistrzostw panamerykańskich w 2021, a także mistrzostw Ameryki Południowej w 2019 roku.